# Садовое (Арзгирский район)
Садо́вое — село в составе Арзгирского района (муниципального округа) Ставропольского края России.

## Варианты названия
- Садовый,
- Шангрык[5].

## География
Расстояние до краевого центра: 211 км.
Расстояние до районного центра: 36 км.

## История
Аул Шангрык основан в 1912 году после указа царского правительства 1912 года, ограничивающего кочевой образ жизни туркмен на территории Ставропольской губернии. Туркмены, переходившие к оседлости, получали ссуду гпя строительства жилья и приусадебные участки.
В 1927 году открылась двухклассная школа.
В октябре 1929 года создан колхоз «Культурник».
С августа 1942 года по 10 января 1943 года село было оккупиовано немецкими войсками.
На основании указа президиума Верховного Совета РСФСР от 10 августа 1949 года и решения Ставропольского крайисполкома от 30 августа 1949 года Шангрыкский сельсовет был переименован в Садовский, а село Шангрык — в село Садовое. После упразднения в 1963 году Арзгирского района сельсовет был передан Левокумскому району Ставропольского края. В 1964 году Арзгирский район был восстановлен, и Садовский сельсовет вновь перешёл в его подчинение.
В 1951 году в селе построили интернат для детей, временно оставашихся без родительского надзора.
В 1952 году село было электрифицировано.
В 1958 году построен кирпичный завод.
На 1 марта 1966 года в состав Садовского сельсовета входили села Садовое и Синебугровское (упразднено в 1983 году), посёлки Отделение № 2 совхоза «Арзгирский» и Центральная усадьба совхоза «Арзгирский»:8.
До 16 марта 2020 года село образовывало упразднённое сельское поселение село Садовое.

## Население
| 1925  | 1989  | 2002  | 2010  | 2012  | 2014  | 2015  |
| ----- | ----- | ----- | ----- | ----- | ----- | ----- |
| 461   | ↗2129 | ↘1758 | ↘1579 | ↗1593 | ↘1541 | ↗1544 |
| 2016  | 2017  | 2018  | 2019  | 2020  | 2021  |       |
| ↘1530 | ↗1534 | ↘1529 | ↗1543 | ↗1548 | ↗1570 |       |

Национальный состав
По итогам переписи населения 2010 года проживали следующие национальности (национальности менее 1 %, см. в сноске к строке «Другие»):
| Национальность | Численность | Процент |
| -------------- | ----------- | ------- |
| Русские        | 722         | 45,73   |
| Даргинцы       | 445         | 28,18   |
| Кумыки         | 149         | 9,44    |
| Чеченцы        | 51          | 3,23    |
| Армяне         | 45          | 2,85    |
| Корейцы        | 38          | 2,41    |
| Лакцы          | 36          | 2,28    |
| Аварцы         | 35          | 2,22    |
| Другие         | 58          | 3,67    |
| Итого          | 1579        | 100,00  |

## Органы власти
- Совет муниципального образования села Садового, состоит из 10 депутатов, избираемых на муниципальных выборах по одномандатным избирательным округам.
- Администрация сельского поселения села Садового

Главы поселения 
- Андрей Георгиевич Сапаров
- c 10 октября 2010 года — Константин Николаевич Пинчук
- Сидлецкий Ян Янович[24]

## Инфраструктура
- Администрация муниципального образования села Садового
- Центр культуры и досуга. Открыт 5 ноября 1961 года как Дом культуры[25]
- Сельская библиотека. Открыта 20 ноября 1933 года[26]
- Общественное открытое кладбище площадью 18129 м²[27]

## Образование
- Детский сад № 7. Открыт 3 октября 1931 года[28]
- Средняя общеобразовательная школа № 8

## Предприятия
- Сельскохозяйственный производственный кооператив колхоз «Культурник» (128 работников, сельскохозяйственное производство)

## Люди, связанные с селом
- Иванов Семён Петрович (1924—1966) — полный кавалер ордена Славы.
- Мыгаль Наталья Антоновна (1928) — доярка СПК колхоза-племзавода им. Ленина, награждена орденами Трудового Красного Знамени, Знак Почёта, Октябрьской революции[29]

## Памятник
- Обелиск воинам-землякам, погибшим в годы Великой Отечественной войны 1941—1945 гг. 1965 год.  261610490280005